# The Wicked + The Divine
The Wicked + The Divine è una serie a fumetti a colori britannica di genere fantasy contemporaneo scritta da Kieron Gillen e disegnata da Jamie McKelvie. La prima edizione in lingua originale è del 2014, mentre la prima edizione in Italiano è del 2017 a cura della casa editrice BAO.

## Trama
Ogni novant'anni, dodici divinità si incarnano in forma mortale. Per i primi due anni vengono amate, venerate e osannate dalle persone comuni, poi muoiono. Laura, una ragazzina infatuata della figura degli dei del pantheon, si ritrova coinvolta nel  tentativo di scagionare Lucifero, una di queste divinità, da un'ingiusta accusa di omicidio.

## Premi
The Wicked + the Divine ha vinto il premio come Miglior Fumetto del 2014 ai British Comic Award. La serie è stata inoltre nominata agli Eisner Award 2015 in tre categorie: Miglior Nuova Serie, Miglior Copertina e Migliori Colori.